# Erich I. (Braunschweig-Grubenhagen)
Erich I., Herzog von Braunschweig-Grubenhagen, genannt der Sieger (* um 1383; † 28. Mai 1427), regierte das Fürstentum Grubenhagen, ein Teilfürstentum des Herzogtums Braunschweig-Lüneburg.

## Leben und Wirken
Erich war der einzige Sohn des 1383 verstorbenen Herzogs Albrecht I. von Grubenhagen und stand bis 1401 unter Vormundschaft seines Onkels, Herzog Friedrich von Grubenhagen-Osterode. 1402 schloss er mit ihm einen Vertrag über die Regierung des Landes und verlegte seinen Wohnsitz nach Salzderhelden.
Streitigkeiten mit seinen Vettern Bernhard I. und Friedrich I. von Lüneburg, mit der Stadt Braunschweig, mit seinem bisherigen Vormund, mit den Grafen von Schwarzburg und dem Landgrafen von Thüringen wurden bald wieder beigelegt.
1406 wurde Erich in einer Fehde mit den Herren von Hardenberg in Lindau (Eichsfeld) gefangen genommen und nach Ausstellung einer schriftlichen Urfehde und einer Bürgschaft der Stadt Osterode am Harz wieder freigelassen.
1415 bekriegte Erich die Grafen von Hohnstein wegen beiderseitiger Ansprüche an die Grafschaft Lauterberg oder Grenzstreitigkeiten und besiegte sie beim Dorf Osterhagen. Graf Günther von Hohnstein fiel, die Grafen Heinrich und Ernst wurden gefangen genommen und mussten sich unter Entsagung auf ihre Ansprüche mit 8000 Gulden freikaufen. Die Burg Lutterberg als Sitz der Grafen von Hohnstein wurde zerstört.
Weitere Streitigkeiten mit den Herren von Bortfeld, gegen die Erich ein Bündnis mit der Stadt Braunschweig schloss, und 1424 mit dem Landgrafen Friedrich der Friedfertige von Thüringen wegen der Stadt Einbeck wurden bald geschlichtet.
1422 erhielt Erich von der Äbtissin von Gandersheim, seiner Tochter Agnes, das Schloss und den Forst Elbingerode als Lehen. 1424 empfing er Duderstadt, Gieboldehausen und die Goldene Mark als Lehen von der 24. Äbtissin von Quedlinburg, Adelheid IV von Isenburg  (1376–1441).

## Nachkommen
Mit seiner Frau Elisabeth, Tochter des Herzogs Otto des Quaden von Göttingen, hatte Erich fünf Töchter und drei Söhne.
- Agnes (1406–1439), Äbtissin der Abtei Gandersheim
- Sophie (um 1407; † 1485)
- Elisabeth (um 1409; † 4. Oktober 1452), ⚭ Kasimir V. von Pommern
- Margaretha (* 1411; † 31. Oktober 1456) ⚭ Simon IV. (Lippe)
- Anna (1415–1474) ⚭ 1. 1436 Albrecht III. von Bayern[1] 2. Friedrich III. (Braunschweig-Calenberg-Göttingen)
- Heinrich III. (1416–1464), Herzog von Braunschweig-Grubenhagen (1427–1440/1464)
- Ernst II. (1418–1466), Herzog von Braunschweig-Grubenhagen (1427–1440/1464), ab 1464 Domherr in Halberstadt
- Albrecht II. (1419–1485), Herzog von Braunschweig-Grubenhagen (1427–1440/1485)